# Układ Darlingtona

Schemat układu Darlingtona

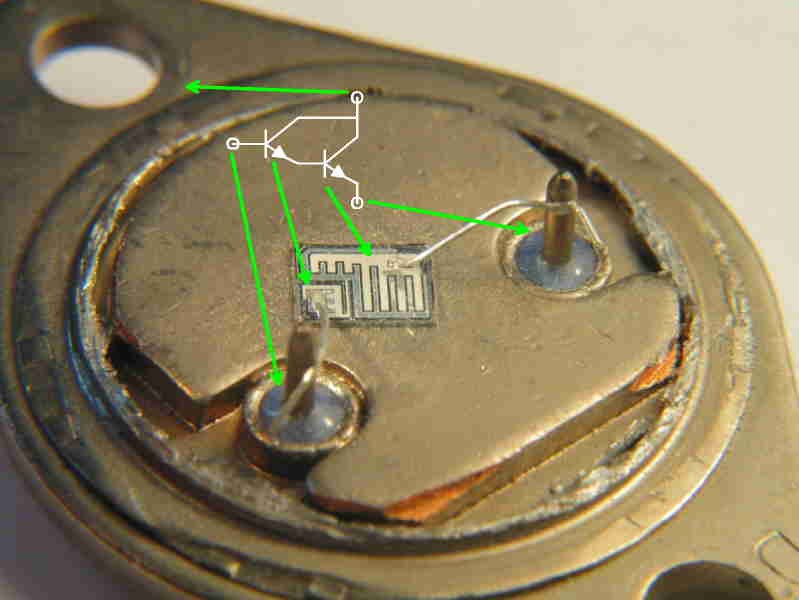
Wnętrze przykładowego układu Darlingtona po usunięciu obudowy, ze wskazanymi poszczególnymi elementami

Układ Darlingtona – stopień wzmacniający wykorzystujący dwa odpowiednio połączone tranzystory bipolarne, w którym emiter pierwszego tranzystora jest połączony z bazą drugiego oraz złączone są kolektory obu tranzystorów. W układzie takim prąd emitera pierwszego tranzystora jest prądem bazy drugiego, a prądy kolektorowe sumują się. Układ Darlingtona charakteryzuje się dużym wzmocnieniem prądowym (układ super-β).
Współczynnik wzmocnienia {\displaystyle \beta _{\mathrm {Darlington} }} układu jest w przybliżeniu iloczynem współczynników wzmocnienia obu tranzystorów:
{\displaystyle \beta _{\mathrm {Darlington} }\approx \beta _{1}\times \beta _{2}.}
Wadą takiego układu jest podwyższone napięcie polaryzacji bazy pierwszego tranzystora względem emitera drugiego, które jest sumą napięć polaryzacji obu tranzystorów składowych:
{\displaystyle V_{\mathrm {BE} }=V_{\mathrm {BE1} }+V_{\mathrm {BE2} }.}
Problemem jest również wolniejsze przełączanie się. Pierwszy tranzystor nie może aktywnie hamować prądu bazy drugiego, więc układ wolniej wyłącza się. By to zniwelować, rezystancja bazy drugiego tranzystora jest często rzędu kilkuset omów.
Układ ma też większe przesunięcie fazy przy wysokich częstotliwościach w porównaniu z pojedynczym tranzystorem, co obniża jego stabilność.
Układy Darlingtona bywają często budowane na wspólnej dla obu tranzystorów strukturze monokrystalicznej półprzewodnika i zamykane we wspólnej obudowie tak, że dla użytkownika dostępne są tylko wyprowadzenia bazy pierwszego tranzystora, wspólne wyprowadzenie kolektorów oraz wyprowadzenie emitera drugiego tranzystora. Taki układ może być traktowany jak pojedynczy tranzystor o podwyższonym wzmocnieniu i nazywany bywa „tranzystorem Darlingtona”. Często są one budowane w ten sposób, że pierwszy tranzystor o stosunkowo małej mocy i małym prądzie steruje tranzystorem dużej mocy. Typowy przykład to tranzystor typu 2N6282, który przy wzmocnieniu {\displaystyle \beta _{\mathrm {Darlington} }} = 2400 pracuje przy prądzie kolektora (właściwie: sumie prądów obu kolektorów, przy czym prąd kolektora pierwszego tranzystora jest pomijalnie mały) rzędu 10 A.
Układ został opracowany w 1953 roku przez Sidneya Darlingtona, pracującego w Bell Laboratories w USA. Opatentował on ideę umieszczenia dwóch albo trzech tranzystorów w pojedynczym chipie, ale nie dowolnej ich liczby (co mogłoby objąć wszystkie współczesne układy scalone).